# The Surreal Life
The Surreal Life est une émission de télé-réalité américaine.
The Surreal Life est une émission de télé-réalité qui réunit un groupe de célébrités et les enregistre pendant qu'ils vivent ensemble dans un manoir de Glen Campbell dans les collines d'Hollywood pendant deux semaines.
On suit les célébrités dans des activités de groupe qui leur sont confiées, mais aussi leurs relations interpersonnelles et les conflits.
D'abord l'émission a été diffusées sur The WB (saison 1 et 2), et les saisons suivantes ont été diffusés sur VH1 (saison 3 à 6 et Fun Games).

## Déroulement des saisons

### Saison 1 (2003)
- Gabrielle Carteris : actrice dans Beverly Hills 90210
- MC Hammer : rappeur
- Corey Feldman : acteur
- Emmanuel Lewis : acteur
- Jerri Manthey : participante à Survivor
- Vince Neil : membre du groupe Mötley Crüe, candidat à Skating with the Stars et The New Celebrity Apprentice
- Brande Roderick : ancienne playmate Playboy, candidate à The Celebrity Apprentice 2 et 6

### Saison 2 (2004)
- Traci Bingham: actrice, candidate à Celebrity Big Brother 4
- Trishelle Cannatella: star de télé-réalité
- Erik Estrada: acteur (Chips)
- Tammy Faye Messner : chanteuse
- Ron Jeremy : acteur porno
- Vanilla Ice: rappeur, candidat à Celebrity Farm en Irlande

### Saison 3 (2004)
- Brigitte Nielsen: actrice (Kalidor, Rocky 4, Le Flic de Beverly Hills 2), chanteuse, top model. Candidate à Celebrity Big Brother 3, Let's Dance 3, à La Ferme Célébrités 3 en Afrique et gagnante d'I'm a Celebrity... Get Me Out of Here ! 6 en Allemagne
- Charo: actrice, chanteuse espagnol/américaine
- Dave Coulier: humoriste de stand-up
- Flavor Flav: rappeur
- Jordan Knight: chanteur
- Ryan Starr: chanteuse, candidate à American Idol 1

### Saison 4 (2005)
- Da Brat: rappeuse, actrice
- Adrianne Curry: mannequin, première gagnante d'America's Next Top Model
- Christopher Knight: acteur, mari d’Adrianna
- Chyna : catcheuse
- Marcus Schenkenberg: mannequin, acteur
- Verne Troyer: acteur, candidat à Celebrity Big Brother 6
- Jane Wiedlin: chanteuse

### Saison 5 (2005)
- Caprice Bourret: mannequin, candidate à Celebrity Big Brother 3
- José Canseco: joueur de baseball
- Sandy Pepa Denton : rappeur
- Janice Dickinson: ex mannequin, candidate à I'm a Celebrity 7 (UK)& 2 (US), Celebrity Big Brother 16
- Carey Hart: champion de motocycle
- Omarosa Manigault-Stallworth: candidate à The Apprentice 1 et The Celebrity Apprentice 1 et 6
- Bronson Pinchot: acteur

### Saison 6 (2006)
- Alexis Arquette: actrice transgenre, sœur de David Arquette
- C.C. DeVille : guitariste dans le groupe Poison
- Smash Mouth: groupe de pop rock
- Sherman Hemsley: acteur
- Maven Huffman: catcheur
- Tawny Kitaen: actrice
- Andrea Lowell: playmate
- Florence Henderson: actrice, candidate à Dancing with the Stars 11

## Fame Games (2007)
The Surreal Life: Fame Games est une émission de télé-réalité qui a été diffusé sur le réseau câblé VH1. Un spin-off de l'émission VH1, The Surreal Life. L'émission rassemble dix des anciens participants des 6 premières saisons de l'émission. Ils sont là pour participer à un concours de dix semaines qui se déroule à Las Vegas, le vainqueur remportant un prix de 100 000 $ fourni par le site de jeux en ligne Golden Palace.net. Robin Leach est le présentateur.
- Andrea Lowell (vainqueur, semaine 10)
- Brigitte Nielsen (éliminée, semaine 10)
- C.C. DeVille (éliminé, semaine 10)
- Joanie 'Chyna Doll'Laurer (éliminée, semaine 10)
- Emmanuel Lewis (éliminé, semaine 9)
- Sandy 'Pepa' Denton (éliminée, semaine 8)
- Rob 'Vanilla Ice' Van Winkle (éliminé, semaine 7)
- Ron Jeremy (éliminé, semaine 6)
- Traci Bingham (éliminée, semaine 5)
- Verne Troyer (abandon, semaine 4)
- Jordan Knight (à la suite d'un empêchement il ne participe pas au programme, et est remplacé par Verne Troyer)